# Xylopteryx protearia
Xylopteryx protearia är en fjärilsart som beskrevs av Achille Guenée 1858. Xylopteryx protearia ingår i släktet Xylopteryx och familjen mätare. Inga underarter finns listade i Catalogue of Life.